# Здание дворянского собрания (Слуцк)
Здание дворянского собрания (бел. Будынак дваранскага сходу) — здание в городе Слуцке Минской области Белоруссии, расположенное по адресу ул. Ленина, 171. Внесено в Государственный список историко-культурных ценностей Республики Беларусь как объект историко-культурного наследия республиканского значения. В здании находится Слуцкий краеведческий музей.

## История
Здание построено в конце XVIII — начале XIX веков (вероятно, в 1789 или 1798 году в стиле классицизма и имело назначение барской усадьбы. До начала XX века здание использовалось в качестве дома дворянского собрания, а потом стало городским клубом. Во времена между Февральской и Октябрьской революциями большевики Слуцка устраивали в нём митинги и прозвали здание «коммунистическим клубом имени Крейнеса» в честь И. Крейнеса, одного из членов Слуцкой организации большевиков.
В 1952 году здание клуба передано Слуцкому краеведческому музею, где он размещается и по сегодняшний день.

## Архитектура

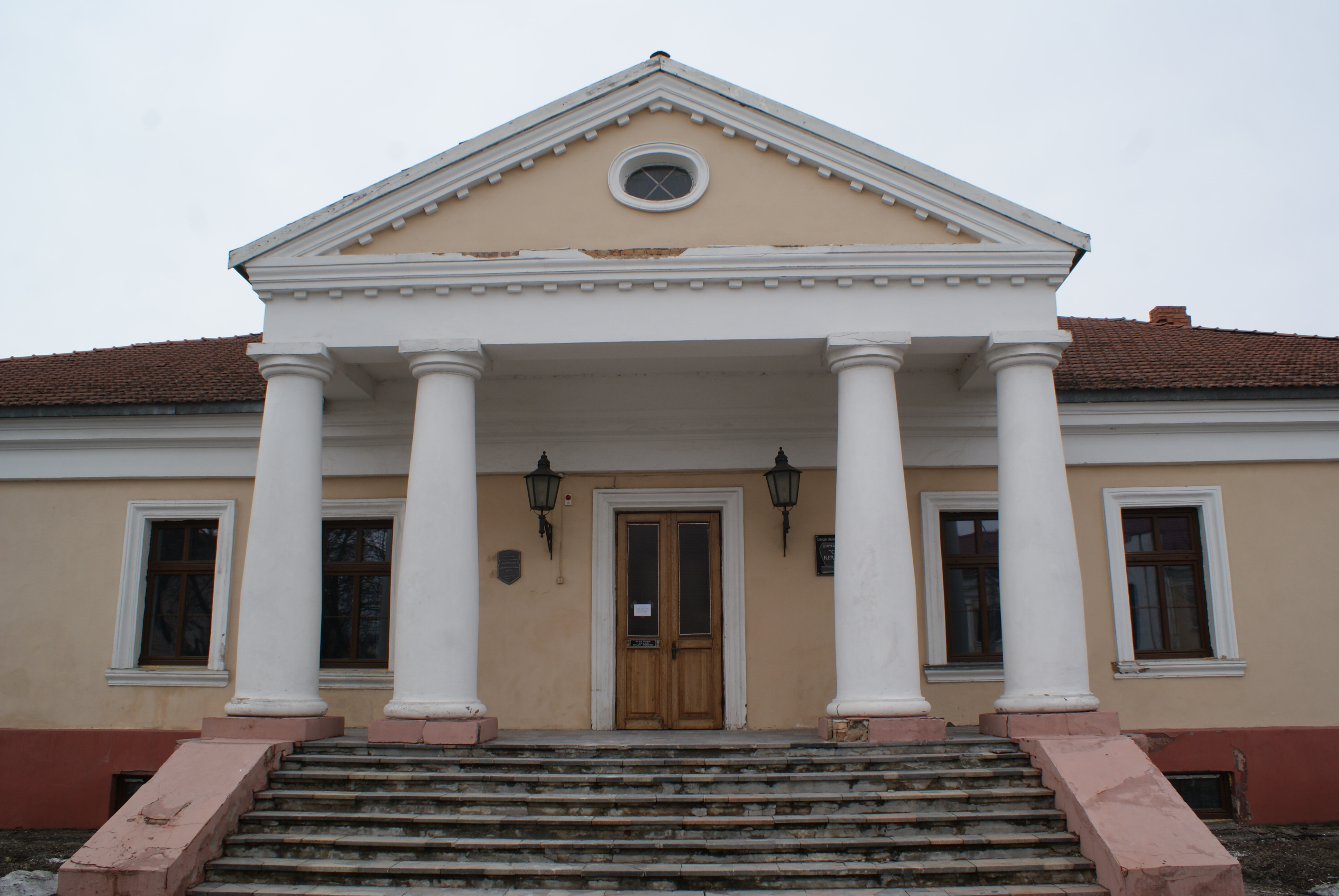
Вход

Одноэтажное прямоугольное в плане кирпичное здание на высоком цоколе, накрытое вальмовой крышей. Архитектура экстерьера лаконичная, декоративная разработка сдержанная.
Архитектурно-пластичным акцентом здания является четырёхколонный портик, которым выделяется главный вход. Попарно установленные колонны поддерживают деревянный треугольный фронтон и антаблемент. Главный фасад в боковых частях раскрапированы рустированными лопатками; большие прямоугольные окна в простых наличниках. Под домом находятся сводчатые подвалы.
Планировка здания изменена, приспособлена под музейную экспозицию.

## В культуре
В поэме «Файнбергада», написанной слуцким земским начальником Григорием Скуратом в 1910 году, рассказывается о слуцком «высшем обществе», которое проводит время в здании дворянского собрания. Среди них Файнберг Савелич (по его фамилии названа поэма) — владелец одной из городских паровых мельниц, Крупский — помещик, дед Надежды Константиновны Крупской, Берёзко — отец русского писателя Георгия Сергеевича Берёзко (автора широко известного в своё время романа «Ночь полководца»), в советские времена первый директор 1-й школы, Мигдал — слуцкий «гобсек», ростовщик (местные помещики решили в 1910 году его убить, но он выехал из Слуцка в Кореличи). Кстати, герой поэмы «Файнбергада» Бейнус Мигдал — отец Аркадия Мигдала — физика-теоретика, академика АН СССР.
Поэма была опубликована в газете «Шлях Ільіча» (26 марта 1988 года) с предисловием издателя Р. Родченко и в общественном еженедельнике Слуцка «Айсберг» (№ 3, 6 июня 1991 года).